# Effet acteur-observateur
L'effet acteur-observateur est un terme de psychologie sociale se référant à la tendance à attribuer des causes externes à son propre comportement, et à attribuer des causes internes aux comportements d'autrui.